# Nort-sur-Erdre
Nort-sur-Erdre est une commune de l'Ouest de la France, située dans le département de la Loire-Atlantique, en région Pays de la Loire.
Ses habitants s'appellent les Nortais.

## Géographie

### Situation

Situation de la commune de Nort-sur-Erdre dans le département de la Loire-Atlantique.

La commune de Nort-sur-Erdre est située dans la vallée de l'Erdre, à 30 km au nord de Nantes.
Les communes limitrophes sont  Casson, Héric, Joué-sur-Erdre, Les Touches, Petit-Mars, Saffré et Sucé-sur-Erdre.
| Saffré | Saffré Joué-sur-Erdre | Joué-sur-Erdre |
| Héric  | Nort-sur-Erdre        | Les Touches    |
| Casson | Sucé-sur-Erdre        | Petit-Mars     |

### Géographie physique
La commune est bordée par l'Erdre qui y devient navigable jusqu'à Nantes. Elle est également arrosée par le canal de Nantes à Brest, sur le parcours duquel on rencontre ici six écluses : Quiheix, La Tindière, La Rabinière, La Haie Pacoret, Cramezeul, Le Pas d'Héric.
Le relief est peu prononcé avec une altitude moyenne d'une dizaine de mètres allant de deux mètres sur les bords de l'Erdre à 73 mètres aux Moulins des Pierres-Blanches.
La commune repose sur le bassin houiller de Basse Loire.

### Transports

#### Tram-train
À la suite de la réouverture de la ligne de Nantes-Orléans à Châteaubriant sous la forme d'un tram-train, intervenue le 28 février 2014, la 
gare de Nort-sur-Erdre est desservie par :
- 19 aller-retours quotidiens avec la gare de Nantes, en 37 minutes ;
- 7 aller-retours quotidiens avec la gare de Châteaubriant, en 31 minutes.

#### Réseau Aléop
Plusieurs lignes du réseau Aléop desservent Nort-sur-Erdre. Au départ de la gare et en correspondance avec le tram-train, la ligne 349 permet de rejoindre Les Touches/Joué-sur-Erdre/Trans-sur-Erdre. L'est de la commune est sur l'itinéraire de la ligne 348 qui relie La Meilleraye-de-Bretagne à Nantes.

### Climat
Le climat qui caractérise la commune est qualifié, en 2010, de « climat océanique franc », selon la typologie des climats de la France qui compte alors huit grands types de climats en France métropolitaine. En 2020, la commune ressort du type « climat océanique » dans la classification établie par Météo-France, qui ne compte désormais, en première approche, que cinq grands types de climats en métropole. Ce type de climat se traduit par des températures douces et une pluviométrie relativement abondante (en liaison avec les perturbations venant de l'Atlantique), répartie tout au long de l'année avec un léger maximum d'octobre à février.
Les paramètres climatiques qui ont permis d'établir la typologie de 2010 comportent six variables pour les températures et huit pour les précipitations, dont les valeurs correspondent aux données mensuelles sur la normale 1971-2000. Les sept principales variables caractérisant la commune sont présentées dans l'encadré ci-après.
| Paramètres climatiques communaux sur la période 1971-2000 - Moyenne annuelle de température : 12,2 °C - Nombre de jours avec une température inférieure à −5 °C : 1,4 j - Nombre de jours avec une température supérieure à 30 °C : 3,6 j - Amplitude thermique annuelle : 13,3 °C - Cumuls annuels de précipitation : 747 mm - Nombre de jours de précipitation en janvier : 12,2 j - Nombre de jours de précipitation en juillet : 5,8 j |

Avec le changement climatique, ces variables ont évolué. Une étude réalisée en 2014 par la direction générale de l'Énergie et du Climat complétée par des études régionales prévoit en effet que la  température moyenne devrait croître et la pluviométrie moyenne baisser, avec toutefois de fortes variations régionales. La station météorologique de Météo-France installée sur la commune et mise en service en 1950 permet de connaître en continu l'évolution des indicateurs météorologiques. Le tableau détaillé pour la période 1981-2010 est présenté ci-après.
| Mois                                  | jan.             | fév.             | mars          | avril           | mai             | juin          | jui.          | août           | sep.            | oct.            | nov.            | déc.           | année      |
| ------------------------------------- | ---------------- | ---------------- | ------------- | --------------- | --------------- | ------------- | ------------- | -------------- | --------------- | --------------- | --------------- | -------------- | ---------- |
| Température minimale moyenne (°C)     | 2,4              | 2,1              | 3,7           | 5,1             | 8,6             | 11,2          | 13            | 12,8           | 10,5            | 8,4             | 4,8             | 2,8            | 7,1        |
| Température moyenne (°C)              | 5,7              | 6                | 8,4           | 10,4            | 14              | 17,2          | 19,3          | 19,2           | 16,5            | 13              | 8,6             | 6              | 12,1       |
| Température maximale moyenne (°C)     | 8,9              | 9,9              | 13,1          | 15,7            | 19,4            | 23,2          | 25,5          | 25,7           | 22,5            | 17,6            | 12,3            | 9,1            | 16,9       |
| Record de froid (°C) date du record   | −14,2 16.01.1985 | −14,5 10.02.1986 | −9,5 01.03.05 | −4,3 04.04.1996 | −1,5 03.05.1967 | 2,6 01.06.06  | 5 11.07.1972  | 3,4 28.08.1998 | 1 20.09.1977    | −5,4 30.10.1997 | −7,7 21.11.1993 | −11 27.12.1962 | −14,5 1986 |
| Record de chaleur (°C) date du record | 19 27.01.03      | 21,3 27.02.19    | 24 30.03.21   | 28 30.04.05     | 32,3 26.05.17   | 38,1 27.06.19 | 38,3 23.07.19 | 40,7 10.08.03  | 36,5 01.09.1961 | 30,1 02.10.11   | 21,3 08.11.15   | 18 11.12.1978  | 40,7 2003  |
| Précipitations (mm)                   | 81,2             | 61,3             | 55,4          | 57,4            | 64,3            | 43            | 43,6          | 36,8           | 64,7            | 82,3            | 80,1            | 84,4           | 754,5      |

## Urbanisme

### Typologie
Au 1er janvier 2024, Nort-sur-Erdre est catégorisée bourg rural, selon la nouvelle grille communale de densité à sept niveaux définie par l'Insee en 2022.
Elle appartient à l'unité urbaine de Nort-sur-Erdre, une unité urbaine monocommunale constituant une ville isolée,. Par ailleurs la commune fait partie de l'aire d'attraction de Nantes, dont elle est une commune de la couronne,. Cette aire, qui regroupe 116 communes, est catégorisée dans les aires de 700 000 habitants ou plus (hors Paris),.

### Occupation des sols
L'occupation des sols de la commune, telle qu'elle ressort de la base de données européenne d’occupation biophysique des sols Corine Land Cover (CLC), est marquée par l'importance des territoires agricoles (89,7 % en 2018), en diminution par rapport à 1990 (91,9 %). La répartition détaillée en 2018 est la suivante : 
zones agricoles hétérogènes (52,3 %), terres arables (24,3 %), prairies (13,2 %), zones urbanisées (5,5 %), forêts (1,9 %), zones humides intérieures (1 %), zones industrielles ou commerciales et réseaux de communication (0,8 %), espaces verts artificialisés, non agricoles (0,7 %), eaux continentales (0,4 %). L'évolution de l’occupation des sols de la commune et de ses infrastructures peut être observée sur les différentes représentations cartographiques du territoire : la carte de Cassini (XVIIIe siècle), la carte d'état-major (1820-1866) et les cartes ou photos aériennes de l'IGN pour la période actuelle (1950 à aujourd'hui).

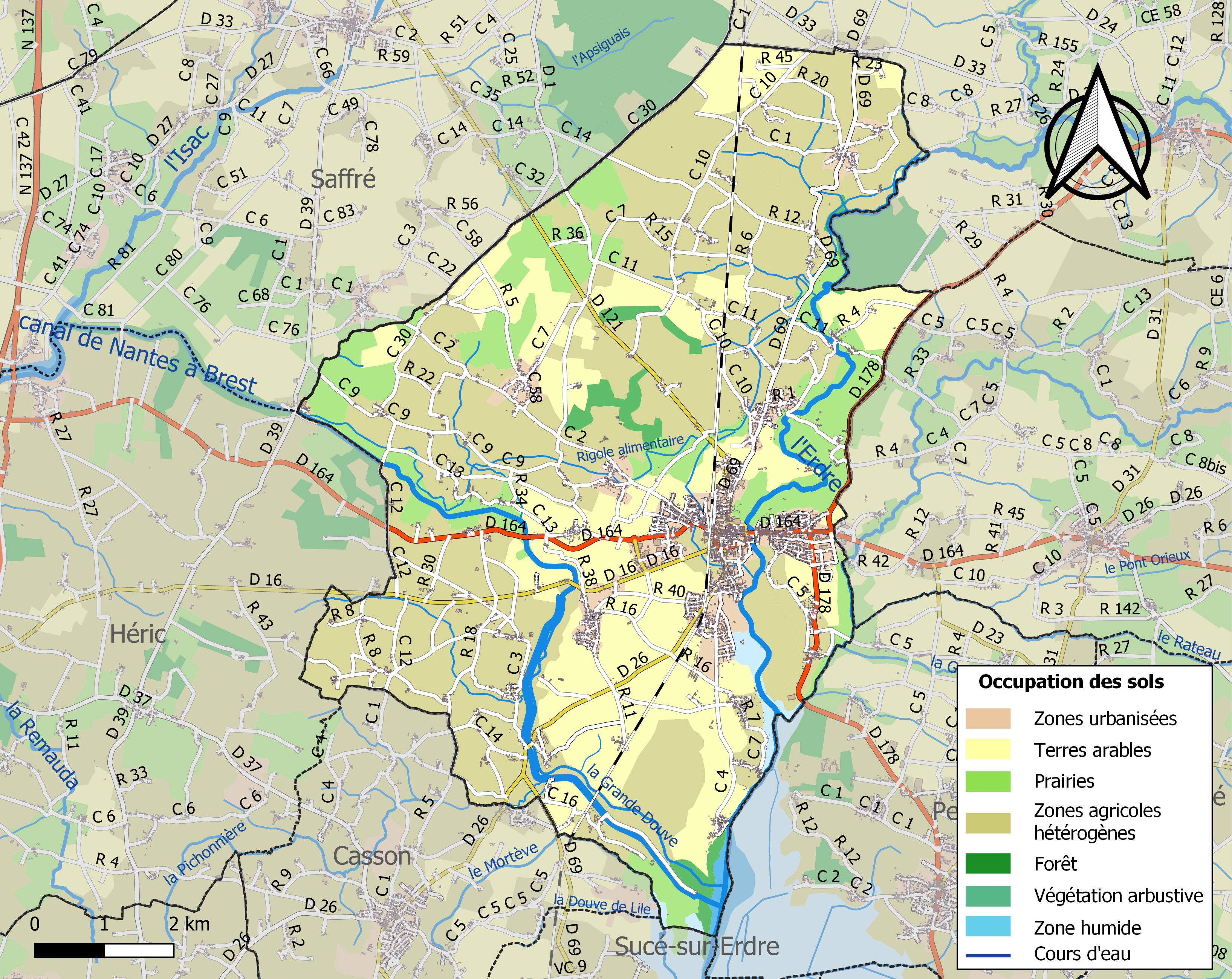
Carte des infrastructures et de l'occupation des sols de la commune en 2018 (CLC).

## Toponymie
Le nom de la localité est attesté sous les formes Honort au XIe siècle, Enort en 1115  , Anort en 1127, de Norto en 1330, le toponyme se fixe sous la forme Nort à partir du XVIe siècle.
À la suite du décret du 1er septembre 1899, Nort devient Nort-sur-Erdre pour éviter la confusion avec la ville de Niort.
La commune possède un nom en gallo, la langue d'oïl locale : Nort. 
En breton, son nom est traduit en Enorzh.

## Histoire
Entre les IIe et Ier siècles av. J.-C., un village gallo-romain est édifié sur le site de l'actuel faubourg Saint-Georges comme l'attestent les traces d'une villa gallo-romaine découverte en 2005.
L'édification d'une chaussée par l'évêque de Nantes Saint Félix au VIe siècle a provoqué l'inondation des marais de l'Erdre, rendant ainsi la navigation sur la rivière possible jusqu'à Nort. La commune s'est développée principalement grâce à son activité commerciale.
Au XIe siècle, le prieuré Saint-Georges (Henor ou Henord) est fondé par des moines dépendant de l'abbaye de Marmoutier.
Au XIVe siècle, se distingue le Grand-Nort, dominé par le château de Lucinière (Roche-en-Nort), qui restera catholique et passera dans les mains de Pierre Landais puis de la famille de Cornulier, et le Bas-Nort, dominé par le château du Pont-Hus, qui deviendra protestant.
En 1651, le roi Louis XIV accorde des lettres patentes pour l'établissement de plusieurs foires et d'un marché.
Des mines de houille sont exploitées à Nort-sur-Erdre entre le milieu du XVIIIe siècle et la fin du XIXe siècle. Les mines de charbon de Languin seront notamment exploités par Simon Toussaint Jary et son fils François-Joseph Jary, Després, Maupassant, Demangeat, John Nixon.
Le 27 juin 1793, au soir, le ferblantier  Meuris avec 400 à 500 volontaires utilisent la position stratégique du pont Saint-Georges pour ralentir pendant une nuit la marche des Vendéens sur Nantes. Cette opposition permit à la défense nantaise de s'organiser face à l'avancée vendéenne et ainsi de sauver la ville le 29 juin 1793. Une rue de Nort lui rend hommage.
Le 4 novembre 1870, le ballon monté Ferdinand-Flocon s'envole de la gare du Nord à Paris alors assiégé par les Prussiens et termine sa course à Nort-sur-Erdre après avoir parcouru 392 kilomètres.

## Héraldique
| Blason | Blasonnement : De gueules à un chaland contourné peint au naturel voguant sur des ondes d'azur ; au chef d'hermine. Commentaires : Le chaland évoque l'important trafic de batellerie entre Nantes et Nort. Le chef d'hermine évoque le blasonnement d'hermine plain de la Bretagne, rappelant l'appartenance passée de la ville au duché de Bretagne. Blason conçu par Georges Busson en 1921 (délibération municipale du 27 avril 1970), enregistré le 13 mai 1970. |

## Politique et administration

### Rattachements administratifs et électoraux

#### Circonscriptions de rattachement
Nort-sur-Erdre appartient à l'arrondissement de Châteaubriant-Ancenis et au canton de Nort-sur-Erdre, dont elle est le chef-lieu depuis sa création. Le redécoupage cantonal de 2014 a modifié sa composition puisqu'il englobe désormais sept communes des anciens cantons de Ligné et Riaillé ainsi que Notre-Dame-des-Landes, issue du canton de Blain.
Pour l'élection des députés, la commune fait partie de la cinquième circonscription de la Loire-Atlantique, représentée depuis août 2022 par Luc Geismar (MoDem), suppléant de Sarah El Haïry. Auparavant, elle a successivement appartenu à la 2e circonscription de la Loire-Inférieure (1919-1928), la circonscription de Châteaubriant (1928-1940), la 4e circonscription (1958-1986) et la 6e circonscription (1988-2012).

#### Intercommunalité
Depuis le 1er janvier 2002, la commune appartient à la communauté de communes d'Erdre et Gesvres et en est l'une des principales villes. Avant cette date, Nort-sur-Erdre était le siège de la communauté de communes d'Erdre et Isac, intercommunalité qui a existé de 1987 à 2001 et qui regroupait cinq des six communes du canton de Nort-sur-Erdre.
| Élections                  | Élections                     | Circonscription électorale                | Élu de la circonscription       | Élu de la circonscription | Élu de la circonscription | Élu de la circonscription |
| Niveau                     | Type                          | Circonscription électorale                | Titre                           | Nom                       | Début de mandat           | Fin de mandat             |
| -------------------------- | ----------------------------- | ----------------------------------------- | ------------------------------- | ------------------------- | ------------------------- | ------------------------- |
| Commune / Intercommunalité | Municipales et communautaires | Nort-sur-Erdre                            | Maire                           | Yves Dauvé                | 2020                      | 2026                      |
| Commune / Intercommunalité | Municipales et communautaires | Communauté de communes d'Erdre et Gesvres | Président de l'intercommunalité | Yvon Lerat                | 2020                      | 2026                      |
| Département                | Départementales               | Canton de Nort-sur-Erdre                  | Conseiller départemental        | Jean-Luc Besnier          | 2021                      | 2028                      |
| Département                | Départementales               | Canton de Nort-sur-Erdre                  | Conseillère départementale      | Anne-Marie Cordier        | 2021                      | 2028                      |
| Région                     | Régionales                    | Pays de la Loire                          | Présidente du conseil régional  | Christelle Morançais      | 2021                      | 2028                      |
| Pays                       | Législatives                  | Cinquième circonscription                 | Député                          | Luc Geismar               | 2022                      | 2027                      |

#### Institutions judiciaires
Sur le plan des institutions judiciaires, la commune relève du tribunal judiciaire (qui a remplacé le tribunal d'instance et le tribunal de grande instance le 1er janvier 2020), du tribunal pour enfants, du conseil de prud’hommes, du tribunal de commerce, du tribunal administratif et de la cour administrative d'appel de Nantes et de la cour d’appel de Rennes.

### Administration municipale

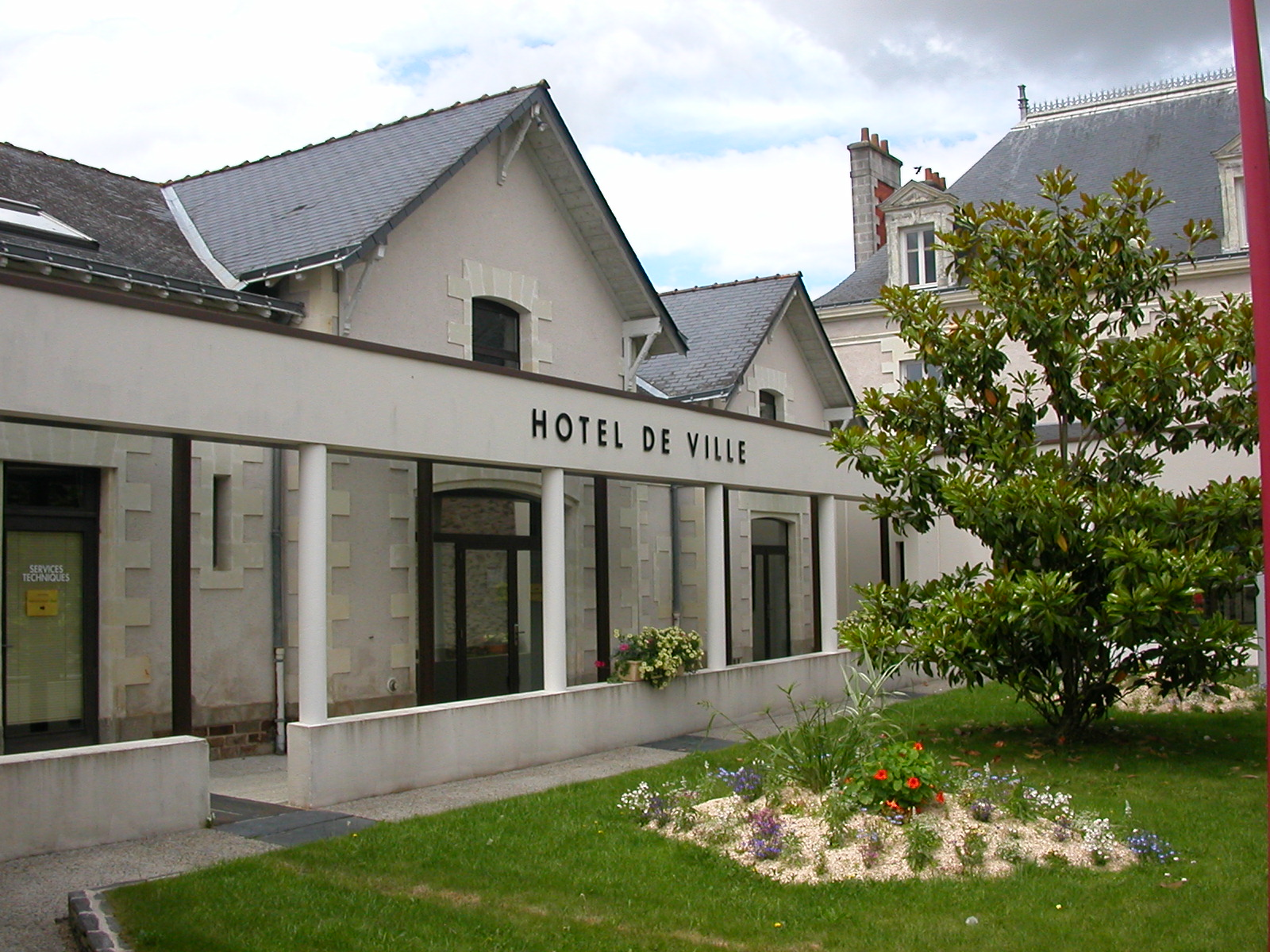
Mairie de Nort-sur-Erdre.

Le nombre d'habitants au dernier recensement étant compris entre 5 000 et 9 999, le nombre de membres du conseil municipal est de 29.

## Population et société

### Démographie
Selon le classement établi par l'Insee, Nort-sur-Erdre est une ville isolée qui est le centre d'un bassin de vie. Elle fait partie de l'aire urbaine et de la zone d'emploi de Nantes. Toujours selon l'Insee, en 2010, la répartition de la population sur le territoire de la commune était considérée comme « peu dense » : 97 % des habitants résidaient dans des zones « peu denses »  et 3 % dans des zones « très peu denses ».

#### Évolution démographique
L'évolution du nombre d'habitants est connue à travers les recensements de la population effectués dans la commune depuis 1793. Pour les communes de moins de 10 000 habitants, une enquête de recensement portant sur toute la population est réalisée tous les cinq ans, les populations de référence des années intermédiaires étant quant à elles estimées par interpolation ou extrapolation. Pour la commune, le premier recensement exhaustif entrant dans le cadre du nouveau dispositif a été réalisé en 2007.

En 2022, la commune comptait 9 448 habitants, en évolution de +9,21 % par rapport à 2016 (Loire-Atlantique : +6,68 %, France hors Mayotte : +2,11 %).
| 1793  | 1800  | 1806  | 1821  | 1831  | 1836  | 1841  | 1846  | 1851  |
| ----- | ----- | ----- | ----- | ----- | ----- | ----- | ----- | ----- |
| 3 579 | 3 180 | 3 858 | 4 409 | 4 751 | 5 078 | 5 561 | 5 615 | 5 617 |

| 1856  | 1861  | 1866  | 1872  | 1876  | 1881  | 1886  | 1891  | 1896  |
| ----- | ----- | ----- | ----- | ----- | ----- | ----- | ----- | ----- |
| 5 537 | 5 665 | 5 415 | 5 386 | 5 765 | 5 445 | 5 467 | 5 346 | 5 150 |

| 1901  | 1906  | 1911  | 1921  | 1926  | 1931  | 1936  | 1946  | 1954  |
| ----- | ----- | ----- | ----- | ----- | ----- | ----- | ----- | ----- |
| 5 423 | 5 379 | 5 149 | 4 809 | 4 543 | 4 374 | 4 182 | 4 296 | 4 147 |

| 1962  | 1968  | 1975  | 1982  | 1990  | 1999  | 2006  | 2007  | 2012  |
| ----- | ----- | ----- | ----- | ----- | ----- | ----- | ----- | ----- |
| 4 222 | 4 436 | 4 606 | 5 050 | 5 362 | 5 881 | 7 031 | 7 197 | 8 160 |

| 2017  | 2022  | - | - | - | - | - | - | - |
| ----- | ----- | - | - | - | - | - | - | - |
| 8 763 | 9 448 | - | - | - | - | - | - | - |

#### Pyramide des âges
La population de la commune est relativement jeune.
En 2018, le taux de personnes d'un âge inférieur à 30 ans s'élève à 37,2 %, soit en dessous de la moyenne départementale (37,3 %). À l'inverse, le taux de personnes d'âge supérieur à 60 ans est de 21,7 % la même année, alors qu'il est de 23,8 % au niveau départemental.
En 2018, la commune comptait 4 352 hommes pour 4 573 femmes, soit un taux de 51,24 % de femmes, légèrement inférieur au taux départemental (51,42 %).
Les pyramides des âges de la commune et du département s'établissent comme suit.
| Hommes | Classe d’âge | Femmes |
| ------ | ------------ | ------ |
| 0,5    | 90 ou +      | 1,4    |
| 5,6    | 75-89 ans    | 8,7    |
| 13,1   | 60-74 ans    | 14,1   |
| 20,2   | 45-59 ans    | 18,4   |
| 21,6   | 30-44 ans    | 22,0   |
| 15,5   | 15-29 ans    | 14,1   |
| 23,4   | 0-14 ans     | 21,4   |

| Hommes | Classe d’âge | Femmes |
| ------ | ------------ | ------ |
| 0,6    | 90 ou +      | 1,8    |
| 6      | 75-89 ans    | 8,6    |
| 15,1   | 60-74 ans    | 16,4   |
| 19,4   | 45-59 ans    | 18,8   |
| 20,1   | 30-44 ans    | 19,3   |
| 19,2   | 15-29 ans    | 17,4   |
| 19,5   | 0-14 ans     | 17,6   |

### Économie
L'entreprise Moulin Roty y a installé son usine.
Le chantier naval Merré.

### Enseignement
Nort-sur-Erdre dépend de l'académie de Nantes. À la rentrée 2013, la ville recensait 2 590 élèves, 1 280 élèves dans le secteur public et 1 310 dans le secteur privé. La commune compte deux écoles maternelles, deux écoles élémentaires, deux collèges et trois lycées, un d'enseignement professionnel et un lycée privé d'enseignement général ouvert en 2014 un nouveau lycée public polyvalent est ouvert depuis 2020.

## Lieux et monuments

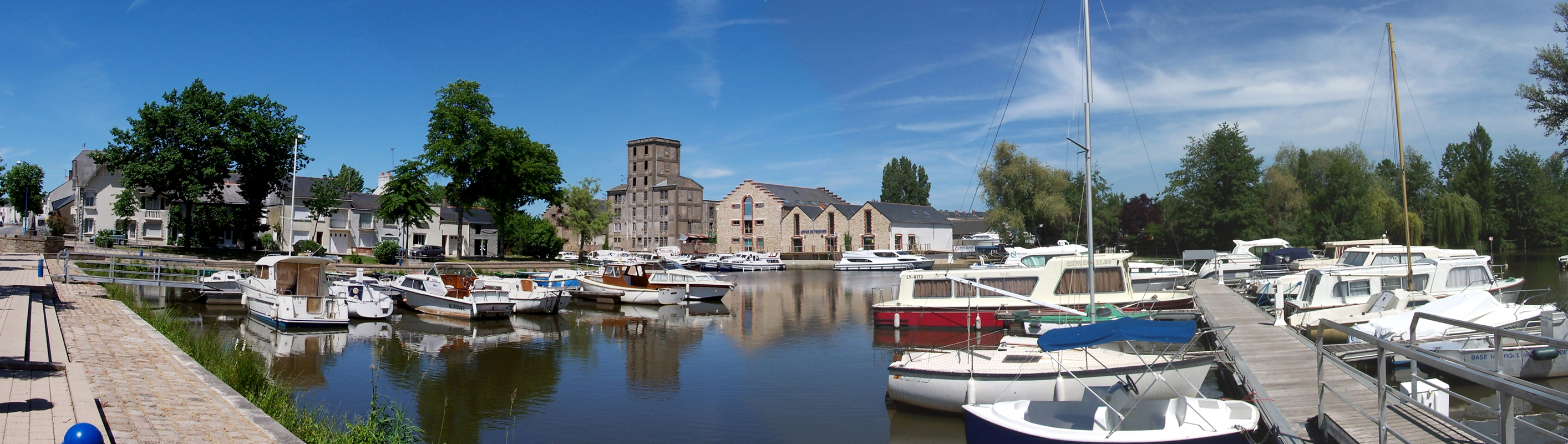
Le Bassin (port de plaisance). Au fond, le quai Saint-Georges avec l'ancienne minoterie et l'office de tourisme.

### Patrimoine naturel
- Le Bassin construit vers 1840. Il a connu un trafic important pendant plus d'un siècle. Depuis la cessation de cette activité vers 1970, il est devenu progressivement un port de plaisance accueillant.
- Le Plan d'eau aménagé à la fin des années 1980.
- L'Erdre qui traverse la commune.
- Le canal de Nantes à Brest et six écluses (Quiheix, la Tindière, la Rabinière, la Haie Pacoret, le Cramézeul et le Pas-d'Héric).
- La rigole alimentaire (construite de 1833 à 1836) mesure 21,3 km, sert à maintenir le niveau d'eau du Canal et emprunte notamment les Arcades.
- Le parc de La Garenne et ses châtaigniers plus que centenaires.
- Le parc du Port-Mulon et ses arbres aux essences rares dans la région (cyprès chauves, plaqueminier de Virginie).
- Le Verger conservatoire des Aînés ruraux.

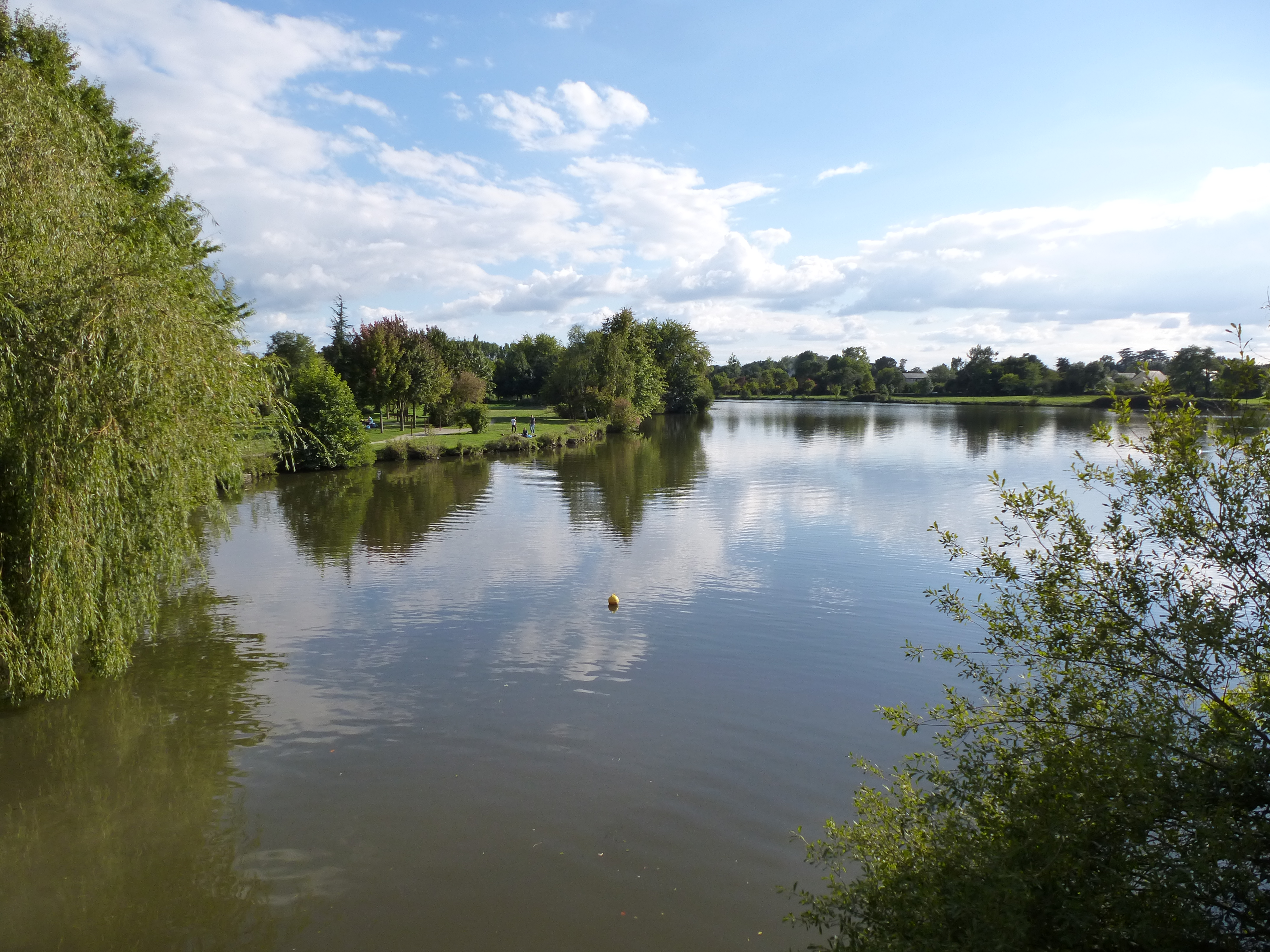
Bords de l'Erdre.
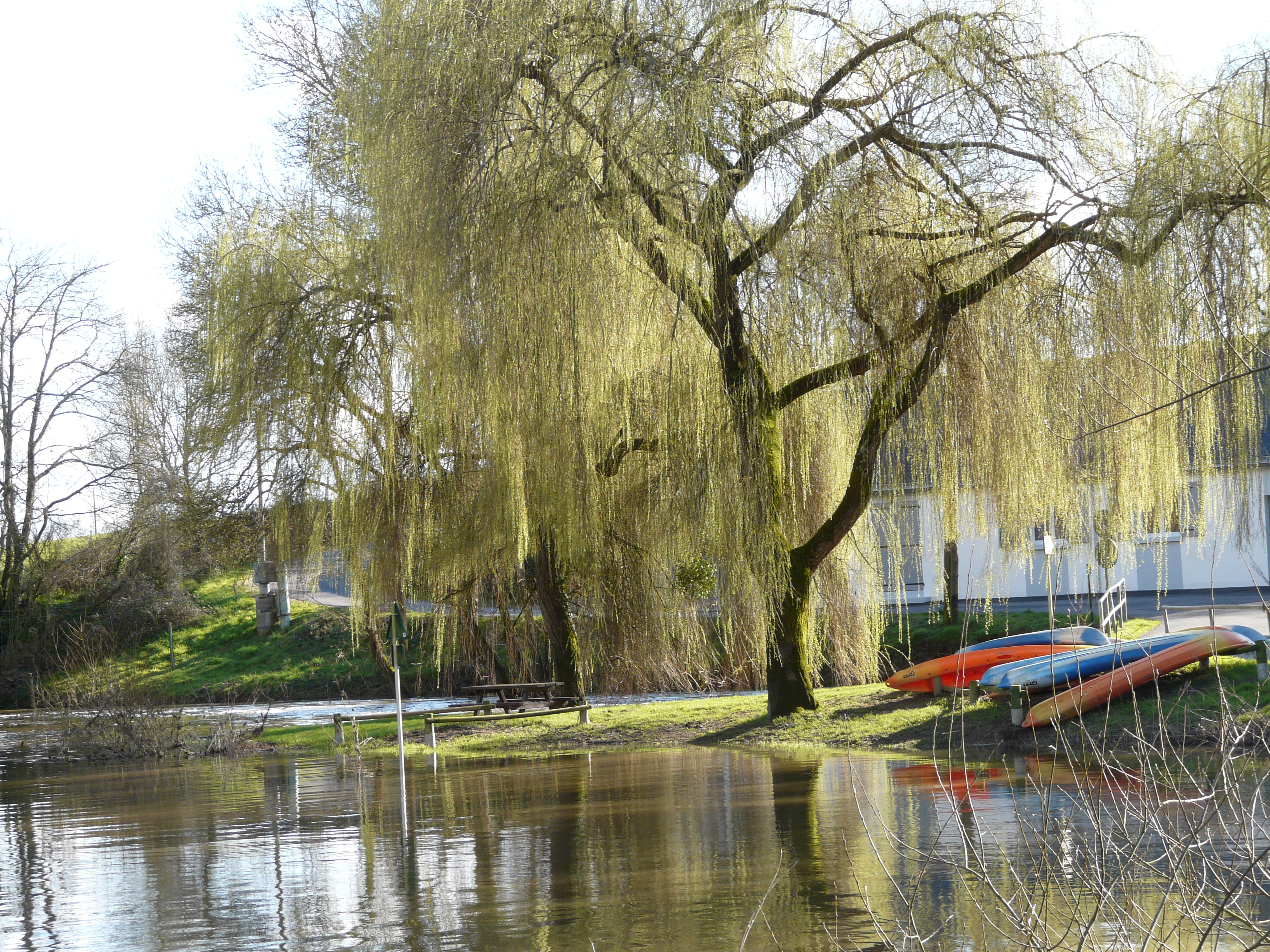
Bords de l'Erdre à Vault.
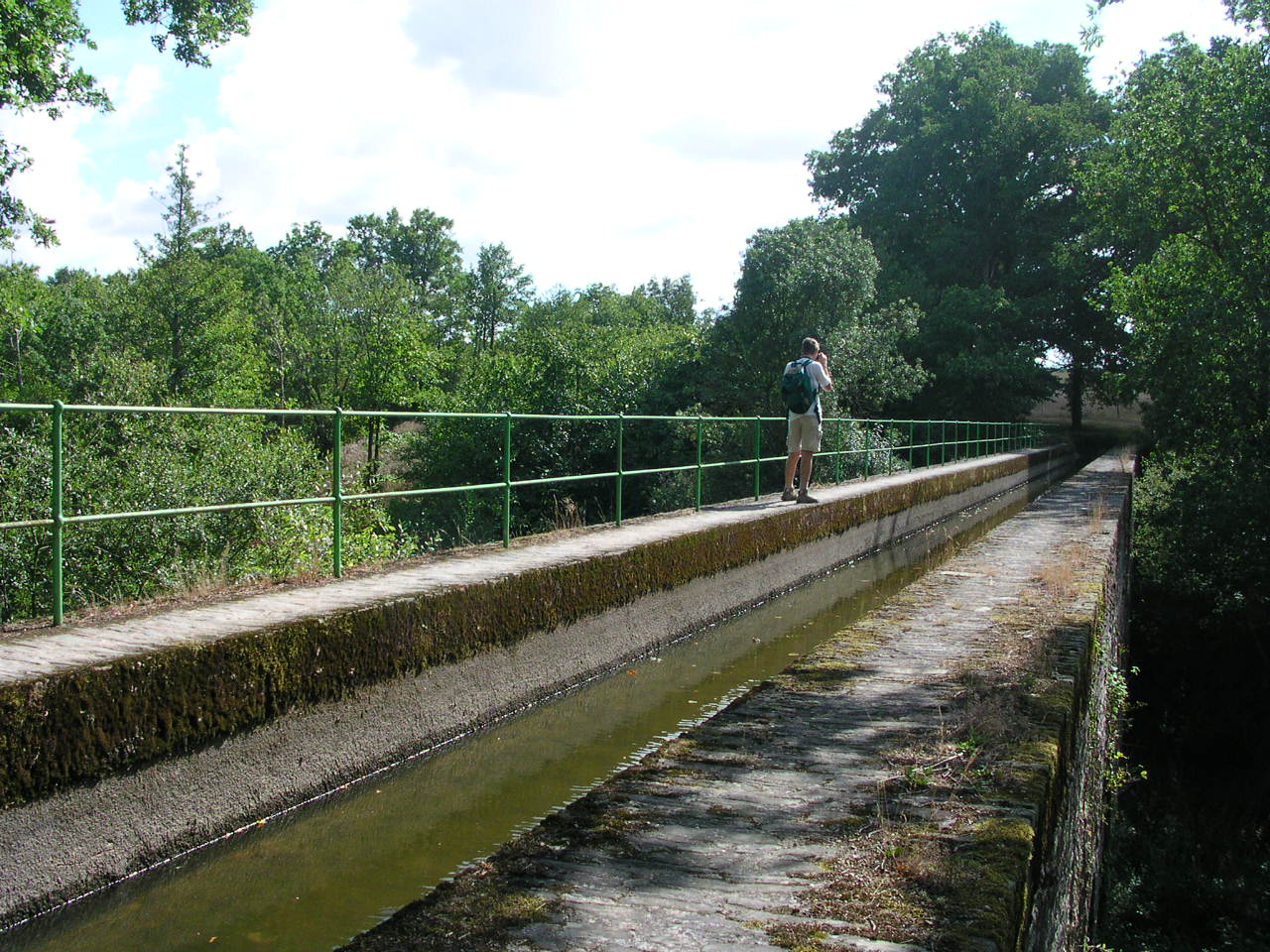
Rigole alimentant le canal.
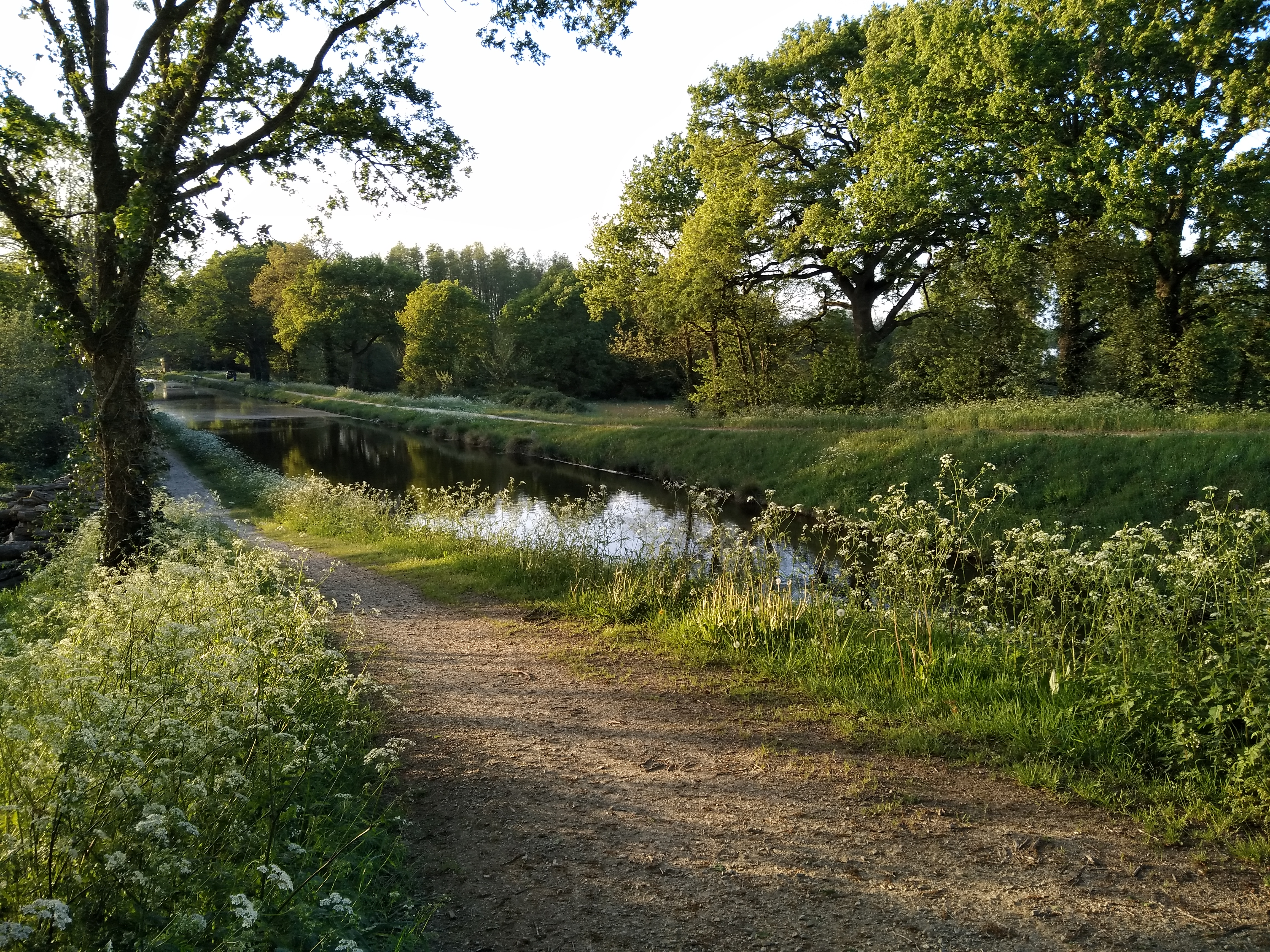
Canal de Nantes à Brest, entre l'écluse de Quiheix (n°2) et l'écluse de la Tindière (n°3).
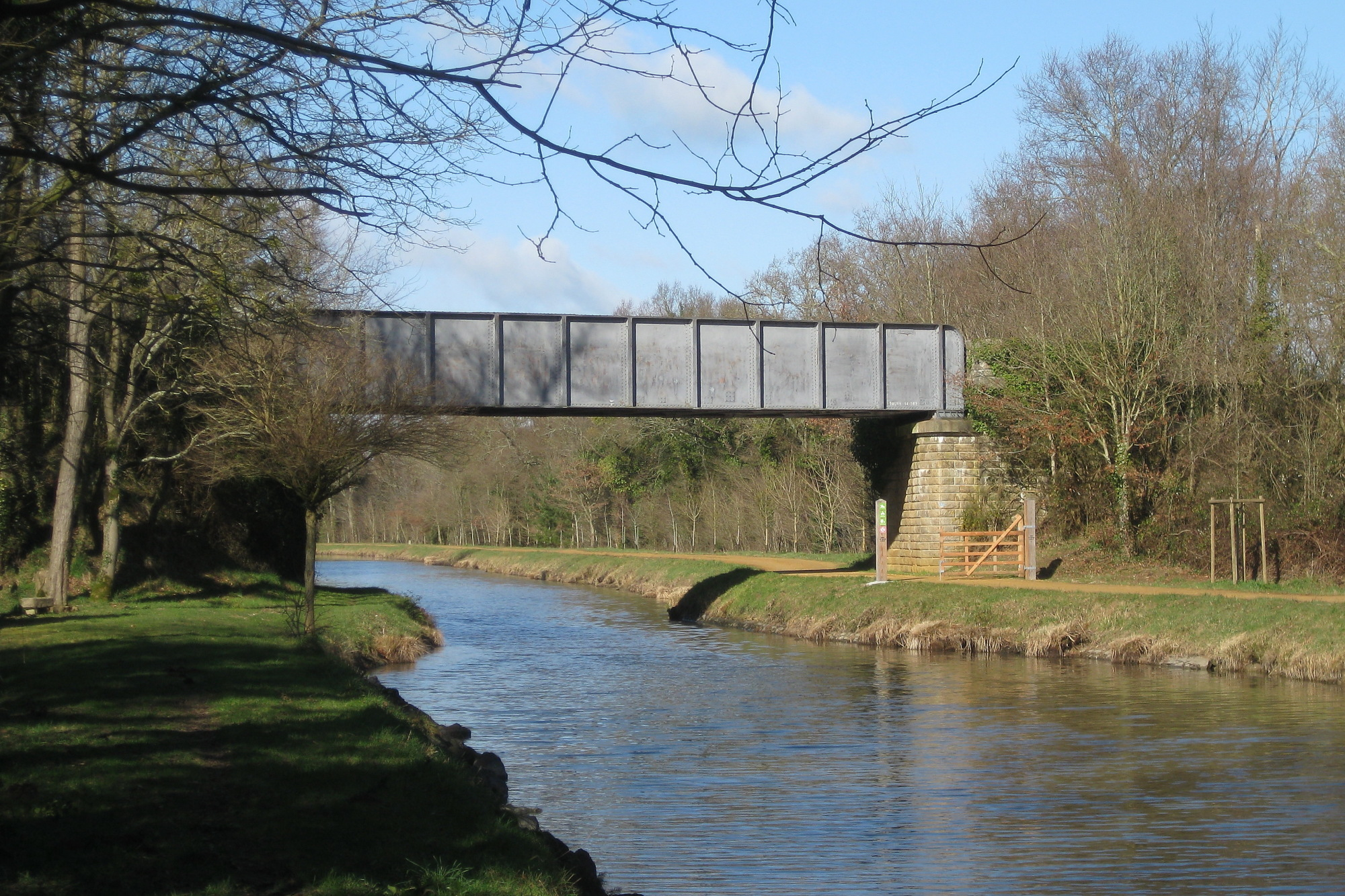
Le pont ferroviaire de la ligne Nantes - Châteaubriant sur le canal de Nantes à Brest.

### Patrimoine architectural
- Le château de Montreuil (XIXe siècle). Architecte: L. Liberge. Ancienne propriétaire des familles de Cornulier et du Bois de Maquillé
- Le château du Port-Mulon construit au XVIIIe siècle. Ancienne propriété du maire Prosper Coinquet
- Le manoir de la Garenne, manoir du XVIIIe et XIXe siècles.
- Le manoir de l'Onglée, construit au XIVe siècle. Propriété successive de Guillaume de Chapelier (XIVe), de la famille de La Motte (1521), de Pierre Paris, de Barbe-Nicole Clicquot-Ponsardin Veuve Clicquot (1819-1824), de la famille Le Masne de Broon, de la famille Boquien.
- Le château de la Gazoire. Ancienne propriétaire de la famille Boux de Casson.
- Le pont Saint-Georges (construit entre 1753 et 1774).
- La statue Saint-Georges.
- La statue Notre-Dame de Boulogne.
- L'hippodrome de Beaumont, où sont organisées 8 réunions par an. La Société des courses de Nort-sur-Erdre, fondée en 1904 par Adolphe Le Gualès de Mézaubran, des courses étant organisées depuis 1894[45],[46]. Son fils Adolphe Le Gualès de Mézaubran lui succédera.

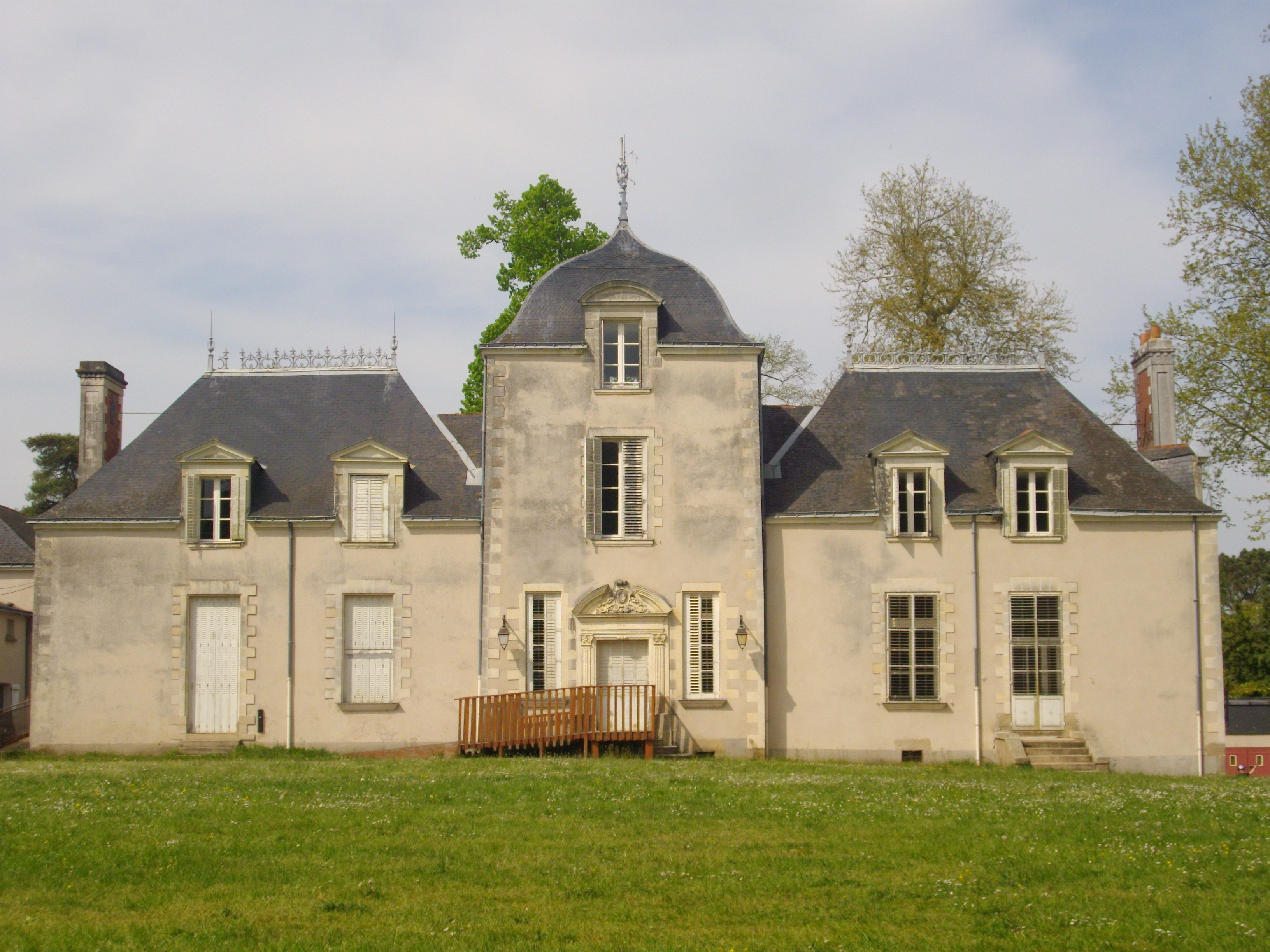
Château de Port-Mulon.
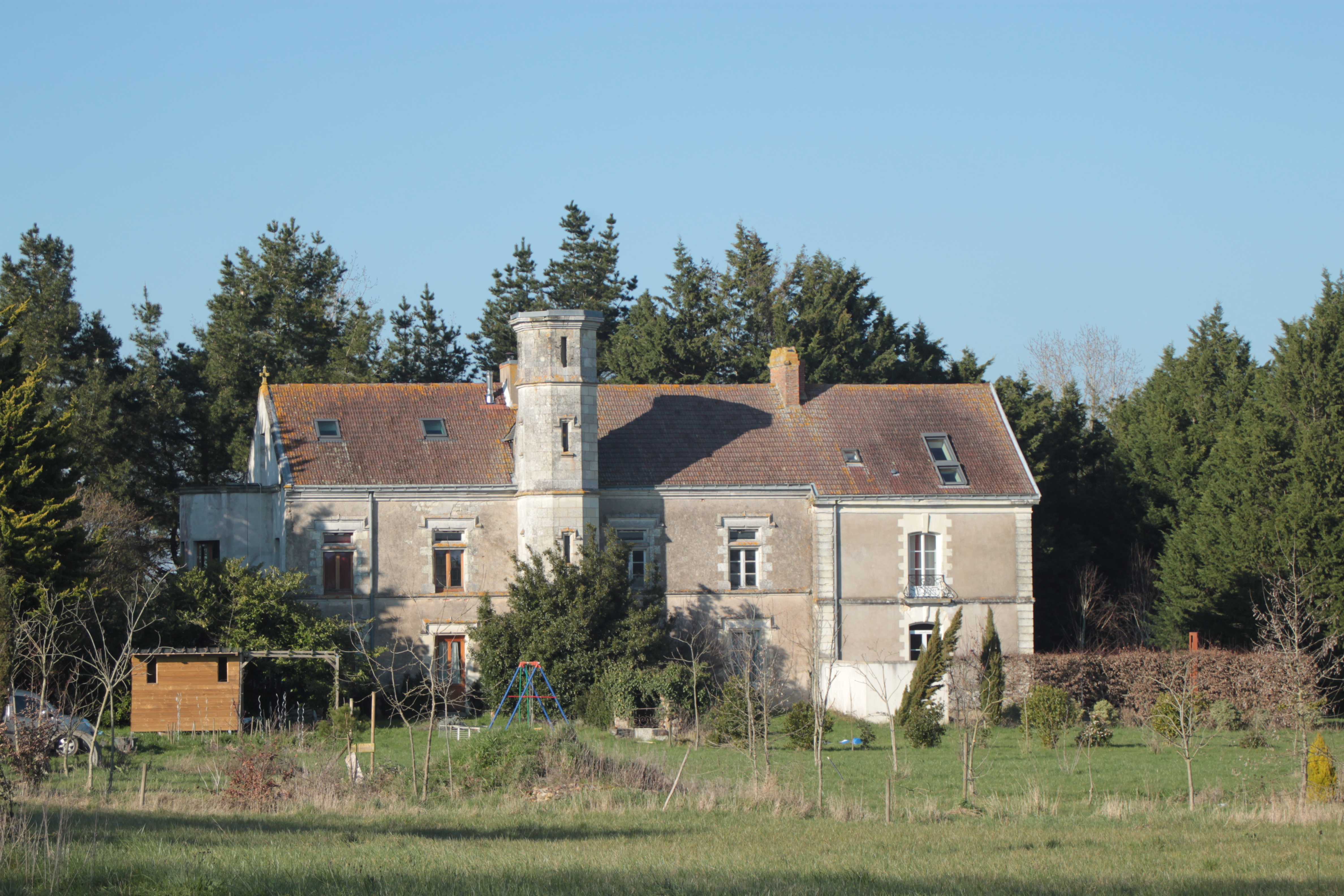
Château de la Gazoire.
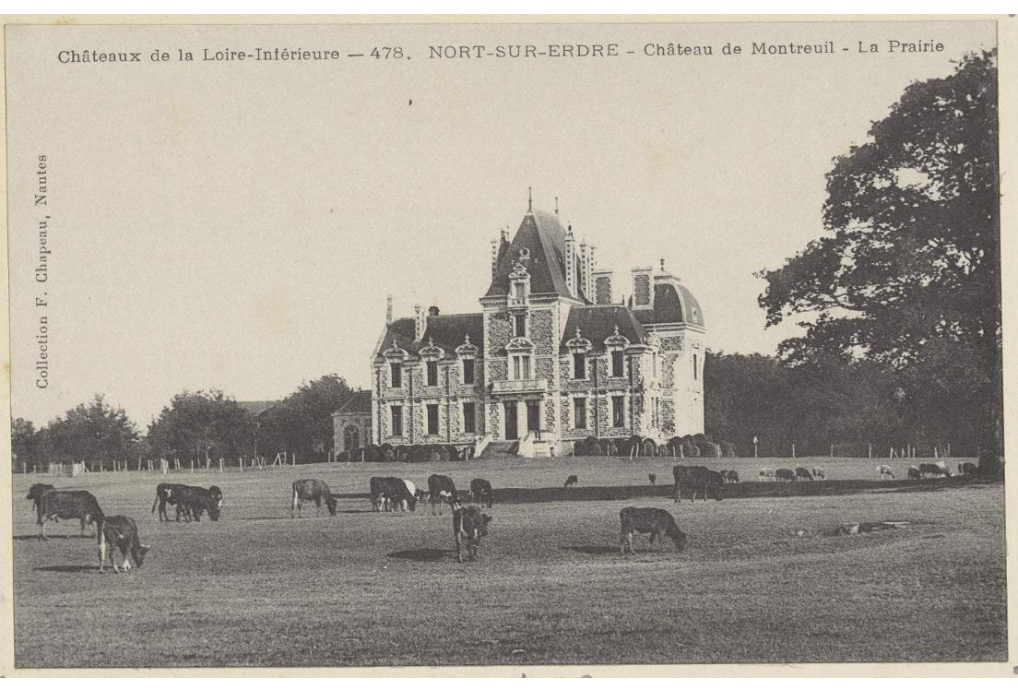
Château de Montreuil.
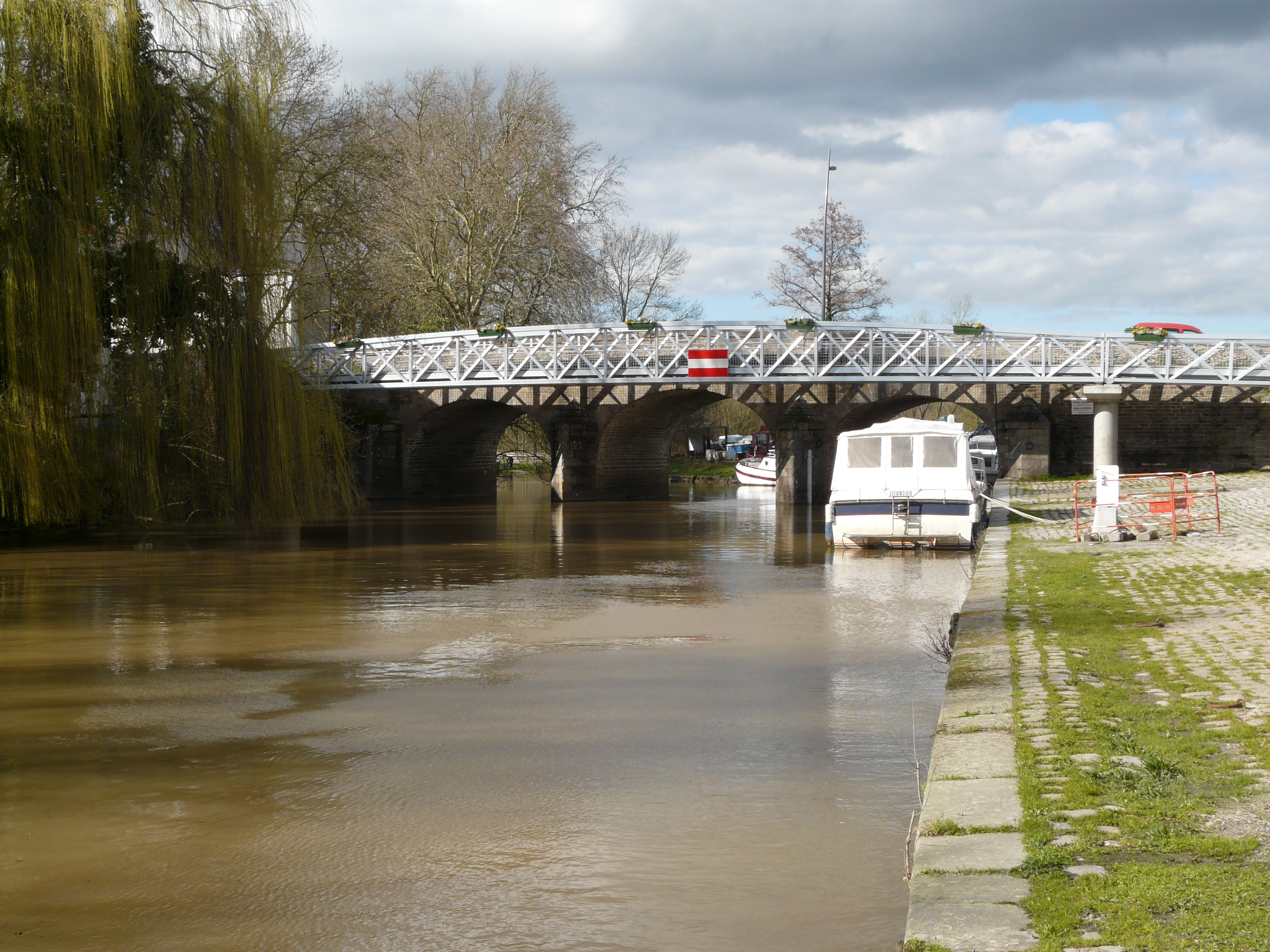
Le pont Saint-Georges.

### Patrimoine industriel
- Les mines de charbon de Languin (à l'ouest de la commune), qui ont connu une certaine importance à partir du XVIIe siècle. Le site comprend notamment la chapelle des mineurs, la maison du directeur, ainsi qu'un cèdre du Liban remontant à 1723.
- La minoterie construite en béton en 1898 selon le procédé Hennebique, elle cessa son activité en 1932. Après plusieurs usages, le bâtiment est aujourd'hui à l'abandon, mais fait l'objet de projet de réhabilitation.
- Les anciennes tanneries.
- Le chantier naval « Merré » est réputé internationalement pour ses constructions de navires de mer (chalutiers, vedettes à passagers, caboteurs et engins de servitude) depuis 1921.
- La gare, construite en 1877, puis fermée en même temps que la ligne Nantes - Châteaubriant en 1980, elle a repris du service en 2014 lors de la réouverture de la ligne sous forme de tram-train.

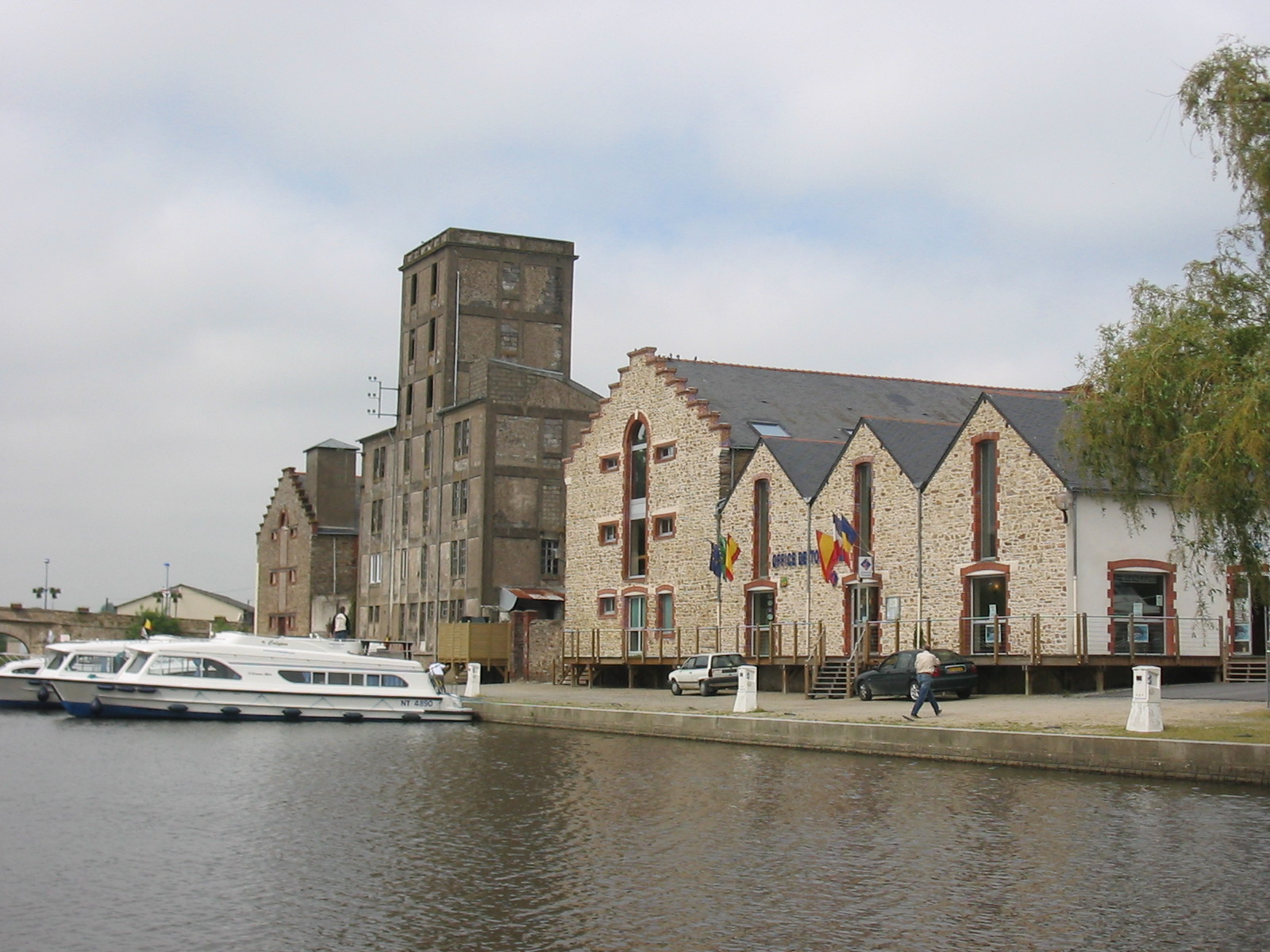
Le quai Saint-Georges avec l'office de tourisme et l'ancienne minoterie.
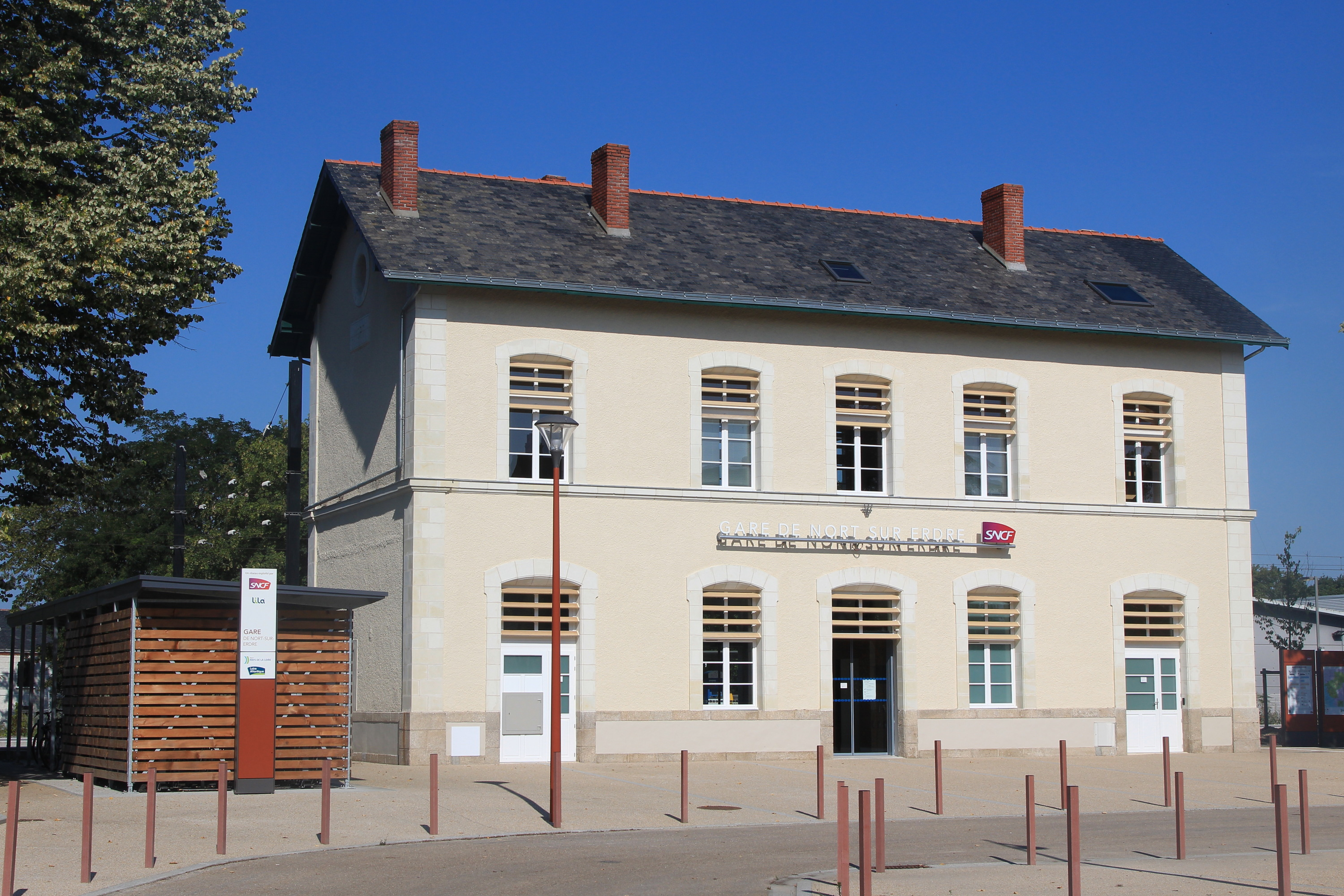
La gare côté cour.

### Patrimoine religieux
- L'église Saint-Christophe, une des plus vastes du département, datant de 1902, est de style néo-gothique, avec de remarquables vitraux. Elle remplace l'ancienne église Saint-Christophe, construite en 1833, dont-il ne reste que le clocher (ou campanile), édifié vers 1840. Il fut conservé pour raisons budgétaires lors de la construction du nouvel édifice. Toutes les églises du bourg ont été sous le vocable de Saint Christophe ; seule la chapelle du prieuré était sous le vocable de Saint Georges, dans le faubourg du même nom.

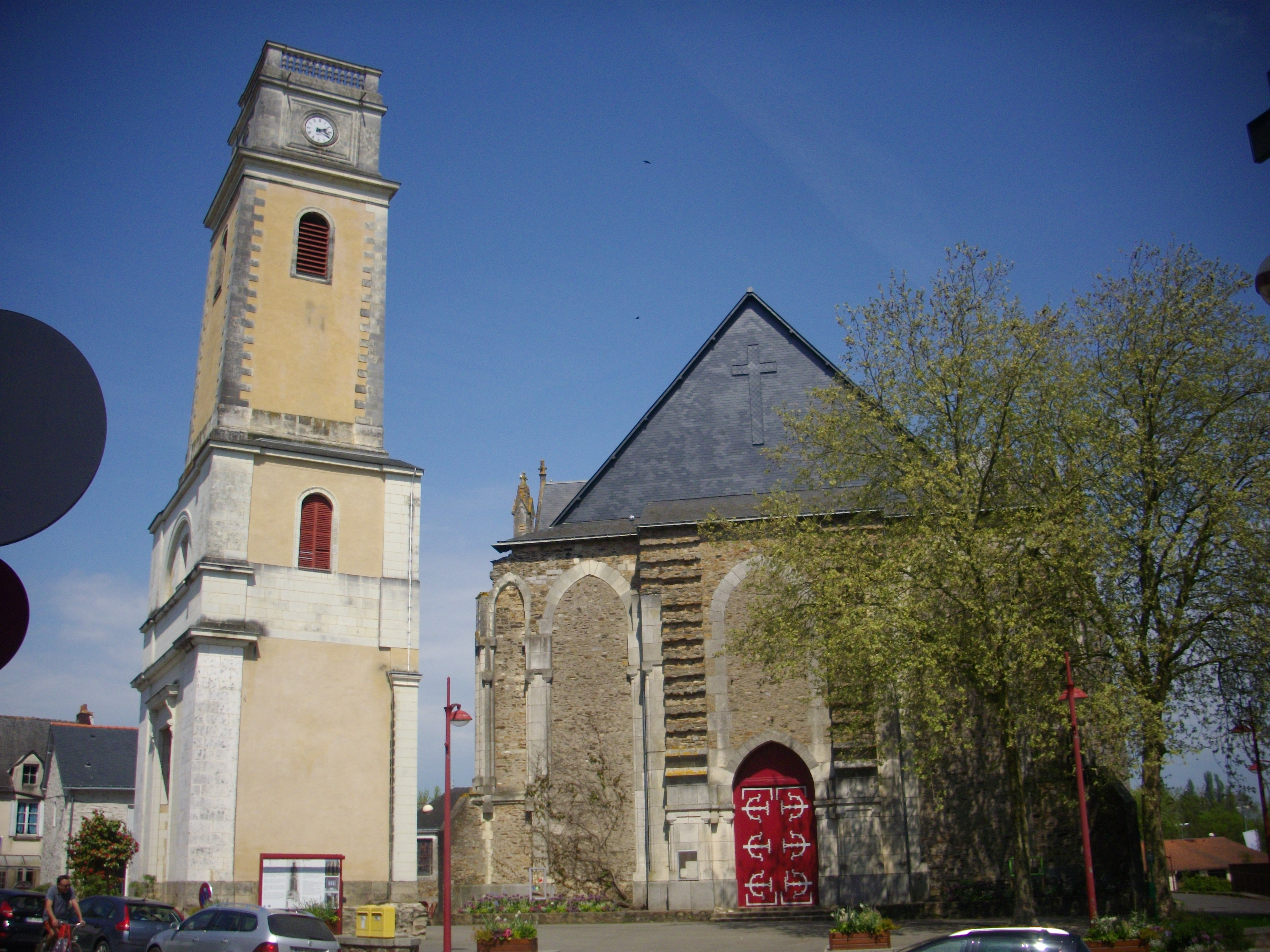
Façade de l'église Saint-Christophe (1902) avec son clocher de 1840.
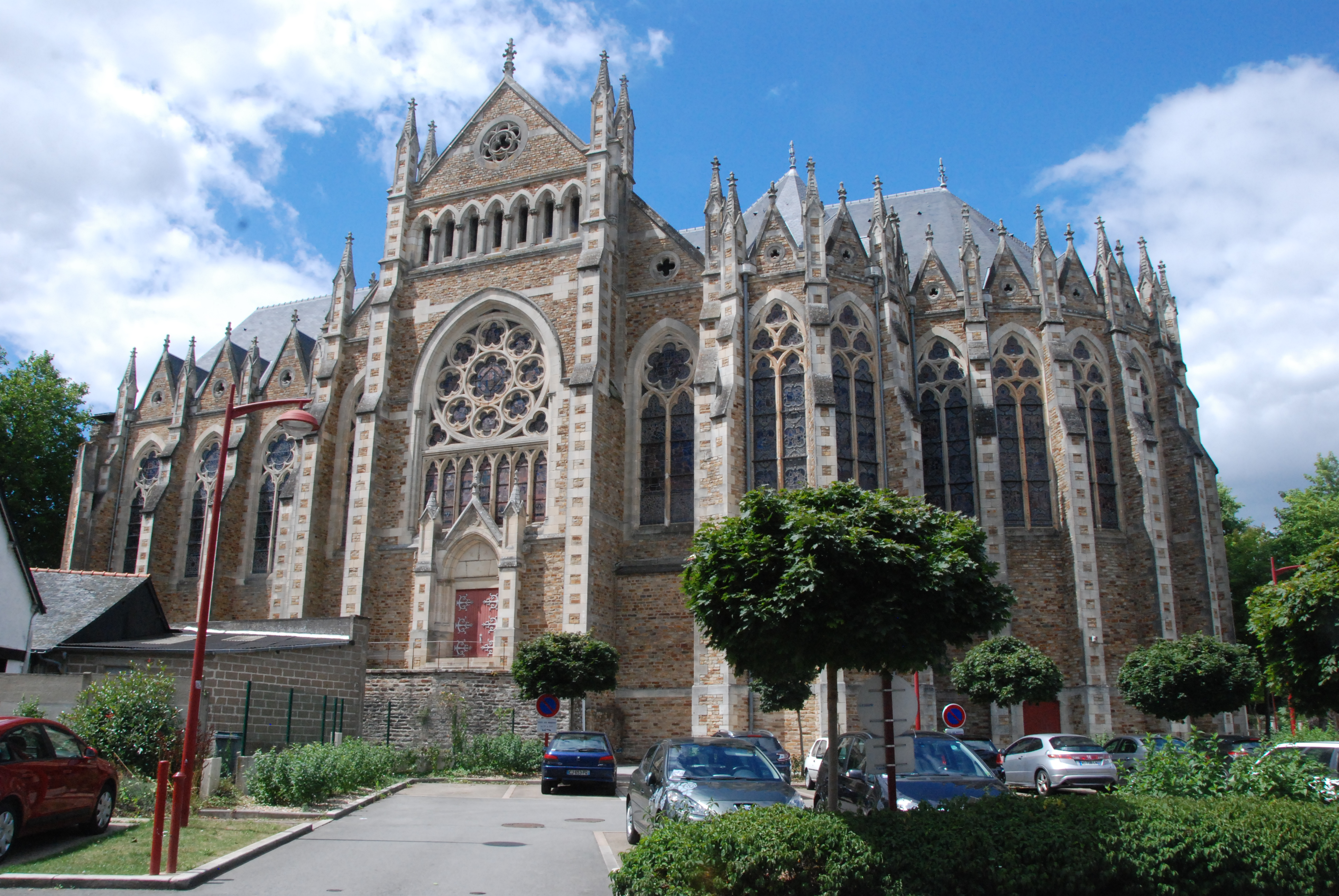
Vue nord-est.
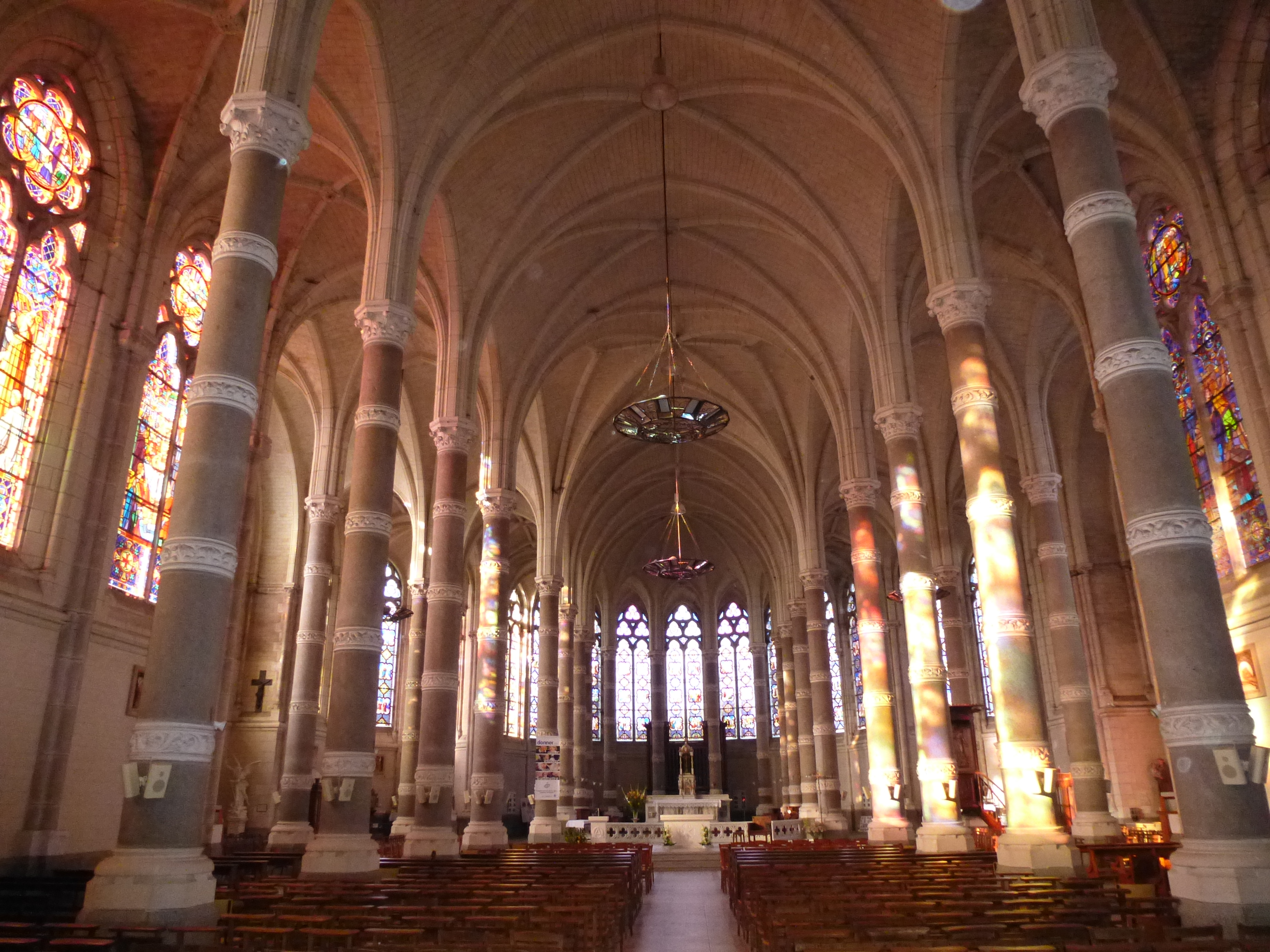
Intérieur de l'église.

- La chapelle du château de la Gazoire.
- La chapelle du château de Port-Mulon.
- La chapelle de la Mine de Languin.
- La chapelle de Pas-Durand
- L'ancienne chapelle de Quiheix (Guiheix)

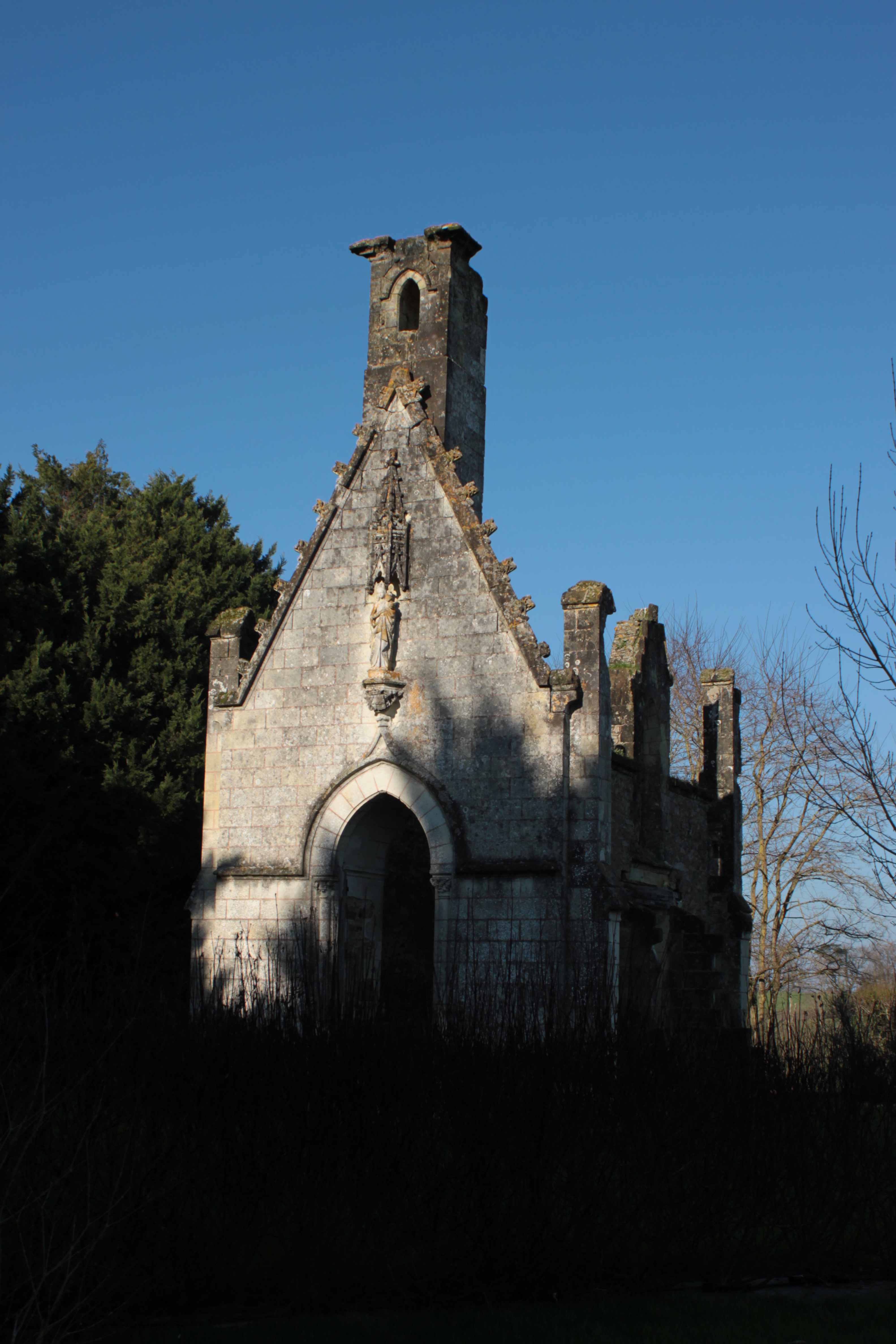
Chapelle du château de la Gazoire.
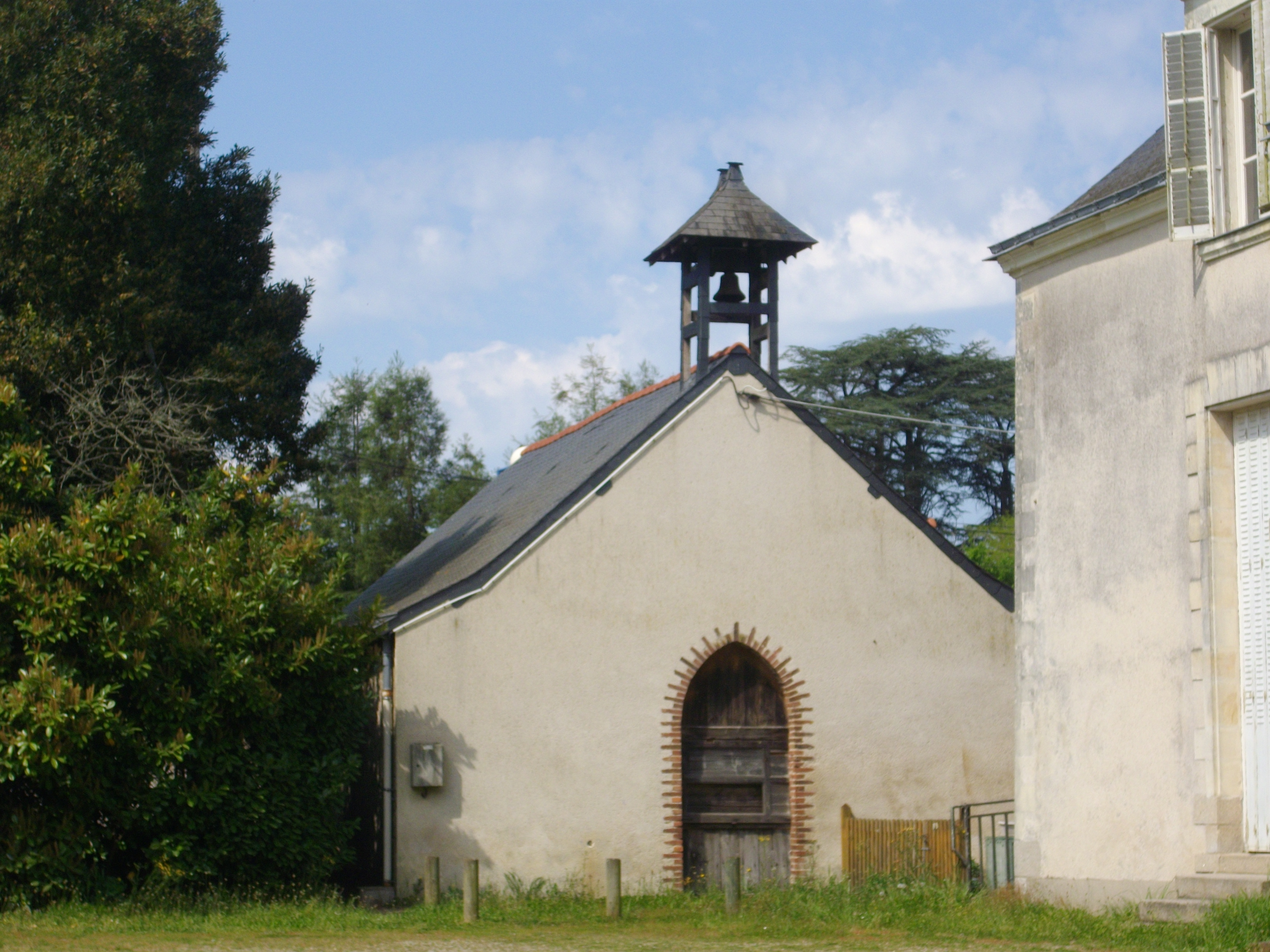
Chapelle du château de Port-Mulon.

## Culture

### La Nuit de l'Erdre
Chaque année depuis 1998, Nort-sur-Erdre accueille le festival de La Nuit de l'Erdre. D'abord localisé sur le site du plan d'eau en centre-ville, c'est désormais sur le site du parc du château du Port-Mulon, au bord de l'Erdre, que chaque année le festival accueille plusieurs milliers de festivaliers venus assister à des concerts éclectiques. Dans un premier temps programmée sur une seule journée, La Nuit de l'Erdre se déroulait depuis 2011 sur deux jours, puis sur 3 jours entre 2018 (20 ans du festival) et 2020, et depuis 2022 sur 4 jours (jeudi, vendredi, samedi et dimanche).
De nombreux artistes confirmés sont venus au fil des ans se produire sur scène comme Sting, Tryo, Yannick Noah, Calogero, Manu Chao, C2C, Zazie, Jean-Louis Aubert, Shaka Ponk, Macklemore, Indochine, Louise Attaque, La Femme, etc.

### Le Cinéma Paradiso
La ville de Nort-sur-Erdre dispose d'une salle de cinéma située à proximité immédiate du collège Saint-Michel et de la gare. Le Cinéma Paradiso est une salle classée Art et Essai pilotée par une association loi de 1901. Des films à grand succès y sont projetés à raison de 2 à 3 films différents par semaine (généralement 2 à 3 séances chacun). Plus ponctuellement, des cycles thématiques ainsi que des conférences débats sont organisés.

### L'Espace Culturel Cap Nort
L'espace culturel Cap Nort est un lieu de rencontres et d'échanges autour d'une programmation variée de spectacles vivants. Il est situé sur la route d'Héric. Dans un esprit de pluridisciplinarité, la programmation se découpe en plusieurs axes, musique, théâtre, danse, cirque…
Sa modularité lui permet d'avoir une capacité de 1 222 places en version debout.

### Vie associative
Nort-sur-Erdre est une ville dynamique. Une centaine d'associations donnent vie à de nombreux d'évènements culturels et sportifs, pour les jeunes et moins jeunes. Les associations sont accompagnées par Nort Associations, chargé de l'organisation annuelle du Forum des associations.

## Personnalités liées à la commune
- François-Joseph Jary (1739-1805), agriculteur devenu homme politique, il fut avant la Révolution directeur des mines de Nort-sur-Erdre.
- Louis-Charles-César Maupassant (1750-1793), marguillier de la paroisse de Nort, député aux États généraux de 1789.
- Aimable Joseph Meuris (1760-1793), ferblantier nantais.
- Auguste Fidel Amand Marie Garnier (1795-1859), député de Loire-Atlantique, président de la Chambre de commerce de Nantes, né à Nort-sur-Erdre.
- Prosper Coinquet (1825-1892), avocat, compositeur, poète et homme politique, maire de Nort.
- Francis Trochu (1877-1967), prélat, protonotaire apostolique et homme de lettres français né à Nort-sur-Erdre.
- Alexandre Julienne (1882-1964), militant et syndicaliste français né à Nort-sur-Erdre.
- Jean Gorin (1899-1981), artiste.
- Louis Delaprée (1902-1936), journaliste et scénariste, né à Nort-sur-Erdre.
- Michel Couëtoux (1924-2007), né à Nort-sur-Erdre, maire de Pont-de-Claix (Isère) de 1977 à 1999, 1er vice-président du Conseil général de l'Isère de 1973 à 1989.
- Claude Orrieux (1928-1994), historien, né à Nort-sur-Erdre.
- Lucien Fruchaud (1934), prêtre de la paroisse de Nort-sur-Erdre, évêque de Saint-Brieuc.

## Jumelages
La ville est jumelée avec :
- Maieru (Roumanie)
- Piedrabuena (Espagne) depuis 2005
- Sixmilebridge (Irlande) depuis 2016